# Cumylgroep

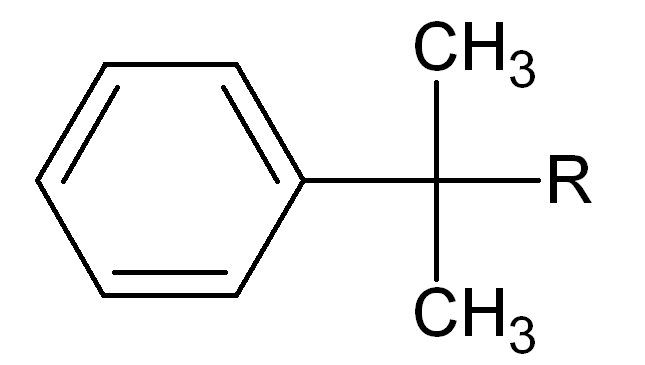
Structuurformule van een cumylgroup

Een cumylgroep is een functionele groep, bestaande uit een benzeenring met daaraan een isopropylgroep, waarvan het middelste koolstofatoom is verbonden met de rest van het molecuul (de R-groep). De molecuulformule is C6H5C(CH3)2-R. De cumylgroep is afgeleid van cumeen.

## Voorbeelden
- cumeenhydroperoxide, een tussenproduct in het cumeenproces voor de productie van aceton
- dicumylperoxide, een initiator voor polymerisaties